# Andreas Pfeiffer
Andreas "Andy" Pfeiffer, född 1992 är en svensk roadracingförare. Pfeiffer började med roadracing 2003, och blev dansk mästare i 80cc Junior roadracing 2006.
2007 började Pfeiffer köra 125 Junior roadracing och blev totalt 4 i Norden. 2008 blev han 1:a i nordiska mästerskapen i 600cc-klassen.
Han ingår i Wandeus Motorsport Team.